# Lijst van bezienswaardigheden van Sicilië
Lijst van bezienswaardigheden van Sicilië. Het Italiaanse eiland Sicilië kent veel bezienswaardigheden, zowel uit de klassieke oudheid als uit later eeuwen. 

## Pre- en protohistorische tijd
- Rotsnecropolis van Pantalica
- Opgravingen op Lipari
- Cultuur van Castelluccio
- Necropolen van Caltabellotta
- Myceense vondsten op Sicilië

## Griekse oudheid
- Agrigento
- Heraclea Minoa
- Gela
- Segesta
- Selinunte
- Syracuse, met o.a. de resten van de Athena-tempel (nu: Dom van Syracuse) en Apollon-tempel, het Altaar van Hiëro II en het Griekse theater
- Palermo (Panormos)

## Phoenicische tijd
- Selinunte
- Zankle

## Romeinse oudheid
- Taormina met Grieks-Romeins theater
- Tyndaris
- Villa Romana del Casale (Piazza Armerina)

## Normandische en Byzantijnse tijd
- Cefalù
- Monreale
- Palermo
- Noormannenkasteel (Adrano); Noormannenkasteel (Paternò); Noormannenkasteel (Salemi)

## Spaanse overheersing
- Noto
- Palermo
- Syracuse, met o.a. de Dom van Syracuse

## Moderne tijd
- Messina
- Palermo